# Тройер, Ганс-Хартвиг
Ганс-Хартвиг Тройер (нем. Hans-Hartwig Trojer; 22 января 1916, Бьертан, Семиградье, Трансильвания — 27 сентября 1943, юго-западнее Ирландии, Северная Атлантика) — немецкий офицер-подводник, капитан-лейтенант (1 апреля 1943 года).

## Биография
Происходит из трансильванских саксонцев, ещё в годы учёбы получил прозвище «Граф Дракула». Был призван на военную службу в 20 лет, 10 сентября 1936 года поступил на флот кадетом. 1 октября 1938 года произведен в лейтенанты и сразу отправлен в подводный флот.

### Вторая мировая война
Служил вахтенным офицером на средней лодке U-34 под командованием Ролльмана. В этот период Ролльман стал кавалером Рыцарского Железного креста, а Тройер получил Железные кресты 2-го и 1-го класса. Затем был переведён вахтенным офицером на большую лодку U-67 типа IXC. С 3 июля 1941 по 2 марта 1942 года командовал учебной лодкой U-3 типа II.
9 мая 1942 года назначен командиром только что построенной подлодки U-221, за неполных четыре месяца создал из новичков натренированный экипаж и в дальнейшем совершил на U-221 пять походов, проведя в море в общей сложности 199 суток.
Наиболее успешным для Тройера стал его первый поход в Северную Атлантику, во время которого он потопил 6 судов общим водоизмещением 29 682 брт.
24 марта 1943 года награждён Рыцарским крестом Железного креста. 27 сентября 1943 года лодка Тройера потоплена глубинными бомбами, сброшенными с британского бомбардировщика. Весь экипаж в 50 человек погиб.
Потопил 11 судов общим водоизмещением 69 732 брт и повредил 1 судно водоизмещением 7197 брт.